# Il fornaretto di Venezia (film 1963)
Il fornaretto di Venezia è un film del 1963 diretto da Duccio Tessari.
Il soggetto trae ispirazione dall'omonima leggenda veneziana.

## Trama
Nella Venezia del 1500 un giovane fornaio viene trovato chino sul cadavere di Alvise Guoro, un nobile noto per i suoi modi arroganti e per il vizio di insidiare le donne altrui. Ingiustamente accusato del delitto e sottoposto a crudeli torture, il fornaretto confessa e viene condannato a morte dopo un processo farsa. Preso dal rimorso, il Conte Lorenzo Barbo confesserà di essere lui l'assassino del nobile ucciso, ma il fornaretto verrà ugualmente giustiziato.